# Harry Fränkel
Harry Fränkel (* 15. November 1911 in Dortmund; † 28. April 1970 in Bochum) war ein deutscher Maler und Grafiker.

## Leben
Harry Fränkel wurde am 15. November 1911 in Dortmund als Sohn eines jüdischen Kaufmanns geboren. Von 1928 bis 1931 besuchte er die Dortmunder Kunstgewerbeschule bei den Professoren Walter Herricht und Max Guggenberger. Nach der sogenannten „Machtübernahme“ durch die Nationalsozialisten begann für Fränkel eine folgenschwere Zeit. Da sein Vater Jude war, wurde ihm nicht nur ein anvisiertes Studium an der Düsseldorfer Kunstakademie verwehrt, er bekam auch kaum noch Arbeit. Er schlug sich, so erinnerte er sich später, „von Dachkammer zu Dachkammer“ durch. 1938 ließ er sich zum technischen Zeichner umschulen, um weiter existieren zu können. Sein Vater wurde von den Nationalsozialisten in Auschwitz ermordet. Im Oktober 1944 kam Fränkel in ein Arbeitslager bei Kassel, das im Mai 1945 durch die Amerikanische Armee befreit wurde. Harry Fränkel kehrte nach Dortmund zurück, gab seinen bürgerlichen Beruf als technischer Zeichner auf und arbeitete fortan als Pressezeichner. Vor allem aber begann er wieder künstlerisch zu arbeiten. 1953 war er dabei, als sich die „Künstlergruppe Niederrhein 53“ gründete (später Gruppe 53), die anfangs die abstrakte und gegenstandsfreie Bild- und Formgestaltung als Ziel ihres Wirkens sah. 1956 gehörte er zu den Gründungsmitgliedern der Dortmunder Gruppe, deren zweiter Vorsitzender er wurde. Am 28. April 1970 starb Harry Fränkel an den Folgen einer Krebserkrankung.
Ein Teil seines schriftlichen Nachlasses befindet sich heute im Deutschen Kunstarchiv im Germanischen Nationalmuseum in Nürnberg.

## Ausstellungen
- 1952 Städtische Kunsthalle Recklinghausen (B)
- 1953 Museum am Ostwall, Dortmund, (mit Hermann Breucker)
- 1953 Kunsthalle Düsseldorf, (B) Ausstellung mit der Künstlergruppe Niederrhein 1953
- 1954 Landesmuseum Münster (B)
- 1955 Lukas-Kunststuben Bernd Clasing, Münster (mit Eva Niestrath-Berger)
- 1956 Kunsthalle Düsseldorf, (B) Ausstellung mit der Gruppe 53
- 1958 Haus Villigst, Schwerte
- 1958 Osthaus Museum, Hagen, (B) Ausstellung mit dem Westdeutschen Künstlerbund, Hagen
- 1959 Märkisches Museum, Witten (mit Karl Fritz Friedrich)
- 1960 Osthaus Museum, Hagen, (B) Ausstellung mit dem Westdeutschen Künstlerbund, Hagen
- 1961 2. Internationale Triennale für farbige Graphik, Grenchen, Schweiz (B)
- 1962 Museum am Ostwall, Dortmund
- 1962 Galerie Point Cardinal, Paris, Frankreich
- 1962 Gustav-Lübcke-Museum, Hamm (B)
- 1963 Galerie Blome, Wanne-Eickel (B)
- 1963 Wilhelm-Morgner-Haus, Soest (B)
- 1964 Abendgalerie Gerhardt, Hagen
- 1967 Städtische Galerie im Lenbachhaus, München (B)
- 1970 Museum Städtische Kunstsammlungen, Bonn
- 1970 Museum am Ostwall, Dortmund
- 1970 Overbeck-Gesellschaft Lübeck (B)
- 1971 Galerie KeO, Hagen
- 1985 Museum am Ostwall, Dortmund
- 1991 Galerie Loehr, Frankfurt
- 2012 Galerie Dieter Fischer, Dortmund

(B) = Ausstellungsbeteiligungen

## Werk
Harry Fränkel begann sein künstlerisches Schaffen im späten Expressionismus. Er zeichnete, schnitt sozial und human engagierte Bilder, sie enthalten Anklage und Beschwörung; der geistige und formale Einfluss Frans Masereels ist deutlich. Mit der vierteiligen Arbeit, „Die Jahreszeiten“, bestehend aus vier mittelformatigen Holzschnitten, überwand Fränkel das expressive Pathos, fand das eigene Zeichen. Von hier aus baute Fränkel sein „Glasperlenspiel“ auf, das in seinen farbigen Drucken, später auch in seinen Gobelin-Entwürfen für Dortmunds neues Opernhaus, seinen Wandornamentierungen gipfelte. Mathematisches, Lyrisches, Musikalisches vereinte sich zur hohen Gesamtformel. Fränkel selbst drückte diese Formel so aus: „(…) Der Kern meiner Arbeit besteht darin, für die frei gewordenen bildnerischen Mittel, Farbe und Form, einen neuen Halt zu finden. Sie haben eine Ordnung, die im Empfinden des Menschen begründet ist: diese Ordnung in jedem Bilde neu zu schaffen ist mein Abenteuer.“ Fränkel glaubte daran, dass die Ordnung im Menschen begründet ist; er glaubte daran, sosehr ihn die Unordnung des Menschen selbst getroffen hatte. Seine letzten großen Arbeiten waren Siebdrucke mit seriellen Verwandlungen des Kreises und des Quadrats. Die geistige Verwandtschaft, nicht die Abhängigkeit, zu Josef Albers [sic] werden hier deutlich. Die Farbwerke, mit unerhörter Sicherheit, der Sicherheit eines Lebens zueinander, gegeneinander gesetzt, scheinen von jeder materiellen Schwere frei zu sein.

## Werke im öffentlichen Raum
- Wandgestaltung für die Eingangshalle der Städtischen Krankenanstalten, Dortmund
- Wandgestaltung für das Südbad der Stadt Dortmund[3]
- Gobelins für das Stadttheater Dortmund (jetzt im Museum für Kunst und Kulturgeschichte Dortmund.[4])

## Werke in öffentlichen Sammlungen
- Museum am Ostwall, Dortmund
- Archiv für Bildende Kunst im Germanischen Museum, Nürnberg
- Kunstmuseum Bonn
- Städelmuseum, Frankfurt
- Haus Konstruktiv, Zürich